# Драганица
Драганица (болг. Драганица) — село в Болгарии. Находится в Монтанской области, входит в общину Выршец. Население составляет 245 человек.

## Политическая ситуация
В местном кметстве Драганица, в состав которого входит Драганица, должность кмета (старосты) исполняет Георги Иванов Стаменов (Граждане за европейское развитие Болгарии (ГЕРБ)) по результатам выборов.
Кмет (мэр) общины Выршец — Боряна Тодорова Бончева-Лечева (коалиция в составе 3 партий: Болгарская социал-демократия (БСД), Земледельческий народный союз (ЗНС), Демократическая партия (ДП)) по результатам выборов.